# Гідравлічний двигун
Гідравлі́чний двигу́н / руші́й (гідродвигу́н) — (англ. hydraulic engine; нім. hydraulischer Motor m) — гідравлічна машина, що перетворює механічну енергію рідини на механічну енергію веденої ланки (вала, штока та ін.).
За принципом дії розрізняють:
- лопатеві (динамічні) гідродвигуни — гідравлічні двигуни, у яких ведена ланка переміщається внаслідок зміни моменту кількості руху потоку рідини, котрий взаємодіє з лопатями робочого органа (гідротурбіни, водяного колеса);
- об'ємні гідравлічні двигуни, котрі діють від гідростатичного напору в результаті наповнення рідиною робочих камер і переміщення витискачів (під витискачем розуміється робочий орган, що безпосередньо здійснює роботу в результаті дії на нього тиску рідини, виконаний у вигляді поршня, пластини, зуба шестерні тощо).

## Об'ємні гідродвигуни (пневмодвигуни)
Об'ємні гідродвигуни за характером руху вихідної ланки поділяють на три групи:
- гідроциліндри — зі зворотно-поступальним рухом штока або плунжера;
- поворотні гідродвигуни — з обмеженим зворотно-поворотним рухом вала;
- гідромотори — з необмеженим обертальним рухом вала.

Вихідною ланкою гідроциліндра (пневмоциліндра) є шток чи плунжер, вихідною ланкою поворотного гідродвигуна (пневмодвигуна) та гідромотора (пневмомотора) є вал. Вихідною ланкою об'ємного гідродвигуна (пневмодвигуна) може бути корпус об'ємного гідродвигуна (пневмодвигуна), якщо шток, плунжер чи вал закріплено нерухомо. Під робочою ланкою об'ємного гідродвигуна (пневмодвигуна) розуміють характерну деталь чи групу деталей, що разом з іншими утворюють робочу камеру та рухають вихідну ланку об'ємного гідродвигуна (пневмодвигуна).
Одна з особливостей, що відрізняє об'ємний гідродвигун від гідродинамічного, — великі тиски в гідросистемах. Так, номінальні тиски в гідросистемах екскаваторів можуть досягати 32 МПа, а у деяких випадках робочий тиск може бути більшим за 300 МПа.
Відповідно до форми робочих органів розрізняють: зубчасті, шиберні та поршневі об'ємні гідродвигуни. Поршневі гідродвигуни у свою чергу поділяються у залежності від орієнтації осей циліндрів відносно осі ротора: на радіально-поршневі і аксіально-поршневі.
В об'ємних гідравлічних двигунах (наприклад, у гідроциліндрах), що застосовуються у гідроприводі машин, — переважно оливи.

## Лопатеві (динамічні) гідродвигуни
У динамічних гідродвигунах механічний рух вихідної ланки створюється за рахунок використання в основному кінетичної енергії потоку робочої рідини. Прикладом такого двигуна може служити турбіна, на лопаті якої прямує струмінь рідини під тиском. У цього типу двигунів ведена ланка здійснює лише обертовий рух. Динамічні гідродвигуни застосовують в приводах великої потужності, таких як трансмісії автомобілів, тепловозів та ін.
В лопатевих гідродвигунах (наприклад, гідротурбінах), використовуваних на гідроелектростанціях, у гідравлічних передачах машин тощо, робочою рідиною є переважно вода.